# Sinan Aygün
Sinan Aygün (* 1959 im Landkreis Kelkit in der Provinz Gümüşhane) ist ein türkischer Geschäftsmann und Präsident der Handelskammer von Ankara.

## Leben
Die Grundschule, Mittelschule und das Gymnasium hat Aygün in Ankara besucht. Seine Universitätsausbildung machte er an der Gazi-Universität in Ankara im Bereich Englische Sprache und Englische Literatur.
Seinen Lebensunterhalt verdient Aygün als Bauunternehmer und Inhaber eines Geschäfts für Bauzubehör.
Bekanntheit erlangte Aygün, nachdem er 1997 zum Präsidenten der Handelskammer von Ankara gewählt wurde. Dabei soll Aygün unter der Bevölkerung Popularität gewonnen haben, weil er zu verschiedenen Themen Studien publizierte, zum Beispiel zum Kreditkartenrecht.
Bei der Parlamentswahl 2011 kandidierte Aygün für die Cumhuriyet Halk Partisi und wurde in die Nationalversammlung gewählt.

### Familienstand
Aygün ist verheiratet und Vater eines Kindes.

## Ergenekon-Ermittlungen
Am Morgen des 1. Juni 2008 wurde Aygün im Rahmen der Ergenekon-Ermittlungen auf Anweisung der Staatsanwälte Zekeriya Öz und Mehmet Ali Pekgüzel von Antiterroreinheiten der Polizei festgenommen. Auf die Frage eines Journalisten, warum er festgenommen werde, soll Aygün geantwortet haben, Man wirft mir vor, Atatürk zu lieben. Sein offizieller Festnahmegrund wurde mit dem Verdacht auf die Mitgliedschaft in einer terroristischen Vereinigung angegeben. Aygün wurde am 15. Juni 2008 aus dem Hochsicherheitsgefängnis in Kocaeli wieder aus der Haft entlassen. Die Tageszeitung taz kommentierte dazu in einem Artikel mit der Überschrift AKP-Kritiker verhaftet, dass die meisten nicht an einen Zufall glauben würden, dass die Verhaftungswelle von AKP-Kritikern. die auch Aygün betraf, zur selben Zeit abgehalten wurde, als der Generalstaatsanwalt Abdurrahman Yalcinkaya sein Plädoyer vor dem Verfassungsgericht zum AKP-Verbotsverfahren abhielt. Weiterhin wurde festgestellt, dass in der türkischen Öffentlichkeit der Verdacht bestehe, es handele sich hier um eine Abrechnung der AKP und der Fethullah-Gülen-Bewegung mit ihren Gegnern.
Am  10. April 2008, Monate vor seiner Festnahme, wurde im Büro Aygüns eine Waffe der Marke Glock bei Reparaturarbeiten in einem Boiler gefunden. Der Fund wurde der Polizei am selben Tag gemeldet. Der Präsident des Handelskammerparlaments Nuri Gürgür fragte, an die Presse gerichtet, was passiert wäre, wenn die Waffe nicht per Zufall gefunden worden wäre, sondern erst bei Aygüns Festnahme und Hausdurchsuchung. Weiterhin soll er angemerkt haben, dass er diese Tatsache interessant fände und dass man darüber nachdenken sollte.